# Будимир
Будімір (словац. Budimír) — село в окрузі Кошиці-околиця Кошицького краю Словаччини. Площа села 6,49 км². Станом на 31 грудня 2016 року в селі проживало 1194 жителі.

## Історія
Перші згадки про село датуються 1289 роком.

## Населення
| Рік:            | 1994. | 2004.   | 2014.    | 2024.    |
| --------------- | ----- | ------- | -------- | -------- |
| Кількість осіб: | 862   | 872     | 1115     | 1397     |
| Різниця:        |       | +1,16 % | +27,86 % | +25,29 % |

| Рік:            | 2023. | 2024.   |
| --------------- | ----- | ------- |
| Кількість осіб: | 1369  | 1397    |
| Різниця:        |       | +2,04 % |